# François du Souhait
 (mai 2024).
Vous pouvez aider à l'améliorer ou bien discuter des problèmes sur sa page de discussion.
- Il ne cite pas suffisamment ses sources. Vous pouvez indiquer les passages à sourcer avec {{référence nécessaire}} ou {{Référence souhaitée}}, et inclure les références utiles en les liant aux notes de bas de page. (Marqué depuis mai 2024)
- Certaines informations devraient être mieux reliées aux sources mentionnées dans la bibliographie ou les liens externes. Améliorez sa vérifiabilité en les associant par des références. (Marqué depuis mai 2024)

- Archive Wikiwix
- Bing
- Cairn
- DuckDuckGo
- E. Universalis
- Gallica
- Google
- G. Books
- G. News
- G. Scholar
- Persée
- Qwant
- (zh) Baidu
- (ru) Yandex
- (wd) trouver des œuvres sur Wikidata

 (avril 2024).
La mise en forme du texte ne suit pas les recommandations de Wikipédia : il faut le « wikifier ».
Les points d'amélioration suivants sont les cas les plus fréquents. Le détail des points à revoir est peut-être précisé sur la page de discussion.
- Les titres sont pré-formatés par le logiciel. Ils ne sont ni en capitales, ni en gras.
- Le texte ne doit pas être écrit en capitales (les noms de famille non plus), ni en gras, ni en italique, ni en « petit »…
- Le gras n'est utilisé que pour surligner le titre de l'article dans l'introduction, une seule fois.
- L'italique est rarement utilisé : mots en langue étrangère, titres d'œuvres, noms de bateaux, etc.
- Les citations ne sont pas en italique mais en corps de texte normal. Elles sont entourées par des guillemets français : « et ».
- Les listes à puces sont à éviter, des paragraphes rédigés étant largement préférés. Les tableaux sont à réserver à la présentation de données structurées (résultats, etc.).
- Les appels de note de bas de page (petits chiffres en exposant, introduits par l'outil «  Source ») sont à placer entre la fin de phrase et le point final[comme ça].
- Les liens internes (vers d'autres articles de Wikipédia) sont à choisir avec parcimonie. Créez des liens vers des articles approfondissant le sujet. Les termes génériques sans rapport avec le sujet sont à éviter, ainsi que les répétitions de liens vers un même terme.
- Les liens externes sont à placer uniquement dans une section « Liens externes », à la fin de l'article. Ces liens sont à choisir avec parcimonie suivant les règles définies. Si un lien sert de source à l'article, son insertion dans le texte est à faire par les notes de bas de page.
- La présentation des références doit suivre les conventions bibliographiques. Il est recommandé d'utiliser les modèles {{Ouvrage}}, {{Chapitre}}, {{Article}}, {{Lien web}} et/ou {{Bibliographie}}. Le mode d'édition visuel peut mettre en forme automatiquement les références.
- Insérer une infobox (cadre d'informations à droite) n'est pas obligatoire pour parachever la mise en page.

Pour une aide détaillée, merci de consulter Aide:Wikification.
Si vous pensez que ces points ont été résolus, vous pouvez retirer ce bandeau et améliorer la mise en forme d'un autre article.
Pour les articles homonymes, voir Souhait (homonymie).
François Du Souhait, né entre 1570 et 1580 et mort en 1617 à Nancy, est un traducteur, romancier, poète, satiriste, philosophe moral de la fin du XVIe et début du XVIIe siècle, dans le duché de Lorraine.

## Biographie
François Du Souhait est né dans une famille noble de Champagne. 
Entre 1600 et 1605, il occupe le poste de « secrétaire ordinaire » de Charles III de Lorraine, puis, dès 1608, d'Henri II de Lorraine. 
Plusieurs de ses ouvrages sont dédiés à l'élite de la cour de Lorraine, dont la princesse Catherine de Lorraine et les frères François de Bassompierre et Jean de Bassompierre. 
Du Souhait vécut de nombreuses années en France. Il fut apparemment banni en 1614 pour avoir contribué à un recueil de poésie satirique scabreux. Jean Serroy, écrivain et universitaire spécialiste de la littérature et du théâtre du XVIIe siècle, estime que pendant son séjour en France, Du Souhait fréquentait le cercle littéraire de Marguerite de Valois, grâce à l'intervention de son ami, l'écrivain Jacques Corbin.

## Œuvres
François Du Souhait est l'auteur de sept romans, d'un recueil de nouvelles, d'un recueil de poèmes, d'une pastorale, d'une tragédie en 5 actes, d'une traduction de l'Iliade, et de plusieurs ouvrages de philosophie morale et didactique. Sur ses sept romans, les deux premiers semblent avoir connu le succès : quatre éditions chacun, à Paris et à Lyon. 
Les premières œuvres de François Du Souhait s'inscrivent dans la tradition du « roman sentimental ». Les auteurs Antoine de Nervèze et Nicolas des Escuteaux en étaient les spécialistes. François Du Souhait se distingue d'eux par son contenu (il dresse un portrait beaucoup moins idéalisé de l'amour, et inclut occasionnellement des éléments satiriques ou réalistes) et par son style, notamment dans ses dialogues galants. 
Comme ces auteurs, dans ses œuvres ultérieures, Du Souhait s'est éloigné du roman sentimental pour se tourner vers le roman d'aventure à éléments pastoraux. Il manifeste aussi une aptitude à reproduire le discours oral, avec des aspects satiriques, dans son recueil de nouvelles Histoires comiques ou entretiens facétieux (Paris, 1612). 
François Du Souhait a également contribué, par des poèmes élogieux, au matériel préliminaire des œuvres de Timothée de Chillac et de Pierre de Deimier.

## Ouvrages romanesques de Du Souhait
- Les amours de Poliphile et de Mellonimphe (Lyon, 1599), (Paris, 1600), (Lyon, 1605), (Lyon, 1610)
- Les amours de Palémon, suite de Poliphile (Lyon, 1599), (Paris, 1600), (Lyon, 1602), (Lyon, 1605)
- Les amours de Glorian et d'Ismène (Paris, 1600)
- Les Proprietez d'amour et les proprestez des amans, contenant une histoire des amours de Filine et de Polymante (Paris, 1601)
- Les Chastes Destinées de Cloris ou le Roman des histoires de ce temps (Paris, 1609)
- Le Romant d'Anacrine, où sont représentés plusieurs Combats, Histoires véritables & Amoureuses (Paris, 1613)
- Le Romant de Gloriande, ou suitte du roman d'Anacrine, où sont continuées les Histoires du premier volume : Avec plusieurs autres nouvelles et force belles avantures (Paris, 1613), (Paris, 1630).
- Histoires comiques ou entretiens facétieux De l’invention d’un des beaux esprits de ce temps, Paris, Toussaincts du Bray, 1615.